# Libro de números aleatorios

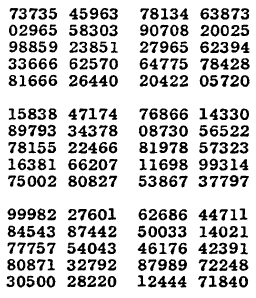
Muestra de varios números generados aleatoriamente.(Obtenido de A Million Random Digits with 100,000 Normal Deviates).

Un libro de números aleatorios se caracteriza porque su contenido principal es una gran cantidad de números aleatorios o dígitos aleatorios. Dichos libros se usaron en los orígenes de la criptografía y en el diseño experimental, y fueron publicados entre otros por Rand Corporation. El libro de la corporación Rand, Un millón de dígitos aleatorios con 100.000 desviaciones normales ("A Million Random Digits with 100,000 Normal Deviates") se publicó por primera vez en 1955 y se reeditó en 2001. 
Los libros de números aleatorios se han vuelto obsoletos para la mayoría de sus propósitos originales, debido a la disponibilidad inmediata de generadores de números aleatorios incluidos en los ordenadores. Sin embargo, todavía tienen algunas aplicaciones, particularmente en la ejecución de piezas musicales experimentales que los emplean, como Vision (1959) y Poem (1960) de La Monte Young.